# Copa SERBA
De Copa SERBA was een eenmalige vriendschappelijke competitie voor voetbalclubs uit de staten Sergipe en  Bahia. De competitie werd georganiseerd door de FBF en de FSF gespeeld van 23 augustus tot 15 november 2006 en werd gewonnen door Fluminense de Feira.

## Eerste fase
De clubs werden per staat verdeeld in een groep. De clubs uit groep A speelden heen en terug tegen de clubs uit groep B, dus enkel tegen clubs uit een andere staat. De twee best gekwalificeerden van elke groep plaatsten zich voor de tweede fase, waarin de club uit dezelfde groep het tegen elkaar opnamen heen en terug. De winnaar hiervan plaatste zich voor de finale.

### Groep A
| Plaats | Club                | Wed. | W | G | V | Saldo | Ptn. |
| ------ | ------------------- | ---- | - | - | - | ----- | ---- |
| 1.     | Bahia               | 8    | 4 | 3 | 1 | 18:8  | 15   |
| 2.     | Fluminense de Feira | 8    | 4 | 2 | 2 | 7:5   | 14   |
| 3.     | Colo Colo           | 8    | 2 | 5 | 1 | 13:10 | 11   |
| 4.     | Vitória             | 8    | 3 | 1 | 4 | 10:11 | 10   |

|  | Geplaatst voor tweede fase |

### Groep B
| Plaats | Club             | Wed. | W | G | V | Saldo | Ptn. |
| ------ | ---------------- | ---- | - | - | - | ----- | ---- |
| 1.     | Confiança        | 8    | 2 | 3 | 3 | 12:12 | 9    |
| 2.     | Sergipe          | 8    | 2 | 3 | 3 | 9:10  | 9    |
| 3.     | Guarany          | 8    | 2 | 2 | 4 | 7:15  | 8    |
| 4.     | Olímpico Pirambu | 8    | 1 | 3 | 4 | 11:12 | 6    |

|  | Geplaatst voor tweede fase |

## Tweede fase
|  | Halve finale | Halve finale | Halve finale |   |         | Finale | Finale | Finale |
|  |              |              |              |   |         |        |        |        |
|  | Confiança    | 1            | 1            |   |         |        |        |        |
|  | Sergipe      | 2            | 1            |   |         |        |        |        |
|  | Sergipe      | 2            | 1            |   | Sergipe | 0      | 1      |        |
|  |              |              |              |   | Sergipe | 0      | 1      |        |
|  |              | Fluminense   | 1            | 1 |         |        |        |        |
|  | Bahia        | Fluminense   | 1            | 1 | 1       | 0      |        |        |
|  | Bahia        |              |              |   | 1       | 0      |        |        |
|  | Fluminense   | 1            | 1            |   |         |        |        |        |

### Kampioen
| Copa SERBA de 2006                      |
| Bahia                                   |
| --------------------------------------- |
| FLUMINENSE DE FEIRA Kampioen (1° titel) |